# Сергеевка (Ивановский сельсовет)
Серге́евка (укр. Сергіївка) — село на Украине, находится в Покровском районе Донецкой области.
Код КОАТУУ — 1422781610. Население по переписи 2001 года составляет 159 человек.  Телефонный код — 623.

## История
7 августа 2024 года, в ходе боёв за Покровск, село было захвачено ВС РФ.

## Адрес местного совета
85350, Донецкая область, Покровский р-н, с. Ивановка, ул.Социалистическая, 78, тел. 5-32-3-19